# ماريا سواننبيرغ
ماريا كاترينا سواننبيرغ (بالهولندية: Maria Swanenburg)، هي سفاحة هولندية ولدت في 9 ديسمبر 1839 في مدينة لايدن، هولندا وتوفيت في 11 أبريل 1915 في مدينة خوريكوم، هولندا، وقد قتلت ما لا يقل عن 27 ومشتبه في أنها قتلت أكثر من 90 شخصاً.
كانت ماريا ابنة كليمنس سواننبيرغ وجوانا دينغجين. بعد وفاة ابنتيها في عمر مبكر، تزوجت يوهانس فان دير ليندن يوم 13 مايو 1868. ونتيجة هذا الزواج كان خمسة أبناء وبنتين. واستمر الزواج حتى 29 يناير 1886. لقبها كان (بالهولندية: "Goeie Mie") والذي يعني «مي الجيدة» والتي حصلت عليه من خلال الاهتمام بالأطفال والمرضى في الأحياء الفقيرة من مدينة لايدن الهولندية التي عاشت فيها.
وقد ثبت يقيناً أنها سممت 102 شخصاً على الاقل بالزرنيخ والتي أدت لوفاة 27 شخصاً (16 من هؤلاء كانوا أقارب لها) في الفترة بين عامي 1880 و1883. وشمل التحقيق أكثر من تسعين حالة وفاة مشبوهة. خمسة وأربعون من الناجين عانوا من مشاكل صحية مزمنة بعد تناول السم. دافع سواننبيرغ الأساسي كان المال الذي ستحصل عليه إما من خلال التأمين أو من خلال الميراث. ضحيتها الأولى كانت أمها في عام 1880؛ بعد فترة قصيرة، قتلت والدها أيضاً. ألقي القبض عليها عندما كانت تحاول تسميم عائلة فرانكهوزن في ديسمبر من عام 1883. بدأت محاكمتها في 23 أبريل 1885. واتهمت بقتل الضحايا الثلاثة الآخرين لها. حكم عليها بالسجن. توفت هناك في عام 1885.

## روابط خارجية
- سيرة ماريا كاترينا سواننبيرغ (بالهولندية)